# 2995 Taratuta
Taratuta (asteróide 2995) é um asteróide da cintura principal com um diâmetro de 16,59 quilómetros, a 2,2624989 UA. Possui uma excentricidade de 0,1354565 e um período orbital de 1 546,29 dias (4,24 anos).
Taratuta tem uma velocidade orbital média de 18,41161917 km/s e uma inclinação de 14,83323º.
Este asteróide foi descoberto em 31 de Agosto de 1978 por Nikolai Chernykh.